# Barbarian (jeu vidéo, 2002)
Pour les articles homonymes, voir Barbarian.
Barbarian  est un jeu vidéo de combat développé par Saffire et édité par Titus Interactive. Il est disponible sur GameCube, PlayStation 2 et Xbox.

## Accueil
- Jeux vidéo Magazine : 6/20[1]